# HK MK Bled
HK MK Bled je slovenski klub hokeja na ledu iz Bleda. Osnovan je 2000.